# 野間光辰
野間 光辰（のま こうしん、1909年11月7日 - 1987年4月30日）は、日本の国文学者。号は般庵。京都大学名誉教授。専門は近世日本文学で、井原西鶴研究の第一人者。

## 来歴
大阪府出身。旧制浪速高等学校を経て、1933年、京都帝国大学国文科卒業。藤井乙男に師事。1949年、京都大学助教授となり、1951年、教授に昇任した。
1973年、定年退官し名誉教授、皇學館大学教授を1983年まで務めた。1981年勲二等瑞宝章受章。1987年4月30日叙正四位。

## 人物
1974年、藤本箕山の『色道大鏡』を刊行した。実証的な学風で知られ、井原西鶴や近松門左衛門や曲亭馬琴の研究においても成果を残している。終生、羽織はかま姿で教壇に立ち、文人の風格を漂わせる名物教授だった。
1984年、「刪補 西鶴年譜考證」で読売文学賞（研究・翻訳賞）を受賞した。守随憲治や暉峻康隆とともに日本近世文学会の創設に参画するなど、学界でも指導的立場にあった。指導の厳しさから「鬼の野間」と称されたが、晩年は「仏の野間」と称されたという。
娘は人形作家の夢童由里子。弟に地理学者の野間三郎、甥にはフジテレビアナウンサーの野間脩平がいる。

## 著書
- 西鶴新攷（筑摩書房、1948）
- 西鶴年譜考証（中央公論社、1952）
- 洛中独歩抄（淡交新社、1967）
- 高山彦九郎 京都日記（日本の旅人  淡交社 1974、新版2020）
- 西鶴新新攷（岩波書店、1981）
- 初期浮世草子年表・近世遊女評判記年表（青裳堂書店、1984）
- 近世芸苑譜（八木書店、1985）
- 近世作家伝攷（中央公論社、1985）
- 談林叢談（岩波書店、1987）

### 編纂
- 日本思想大系60　近世色道論（岩波書店、1976）
- 新修京都叢書（臨川書店）
- 随筆百花苑（全15巻）中央公論社 - 森銑三・中村幸彦・朝倉治彦と編集委員